# 巴伦·希尔顿
巴伦·希尔顿（英語：William Barron Hilton，1927年10月23日—2019年9月19日）是一位美国企业家和慈善家。

## 生平
1927年出生于得克萨斯州达拉斯，1937年与父亲康拉德·希尔顿一起搬到了洛杉矶。曾作为美国海军战地摄像师参加第二次世界大战。之后继承家业担任希尔顿全球酒店集团首席执行官。
2019年9月19日在加州洛杉矶逝世，享耆壽91岁。